# 気球

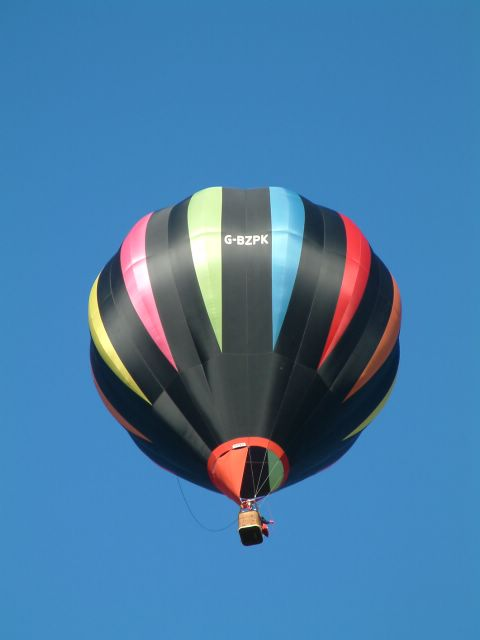
熱気球

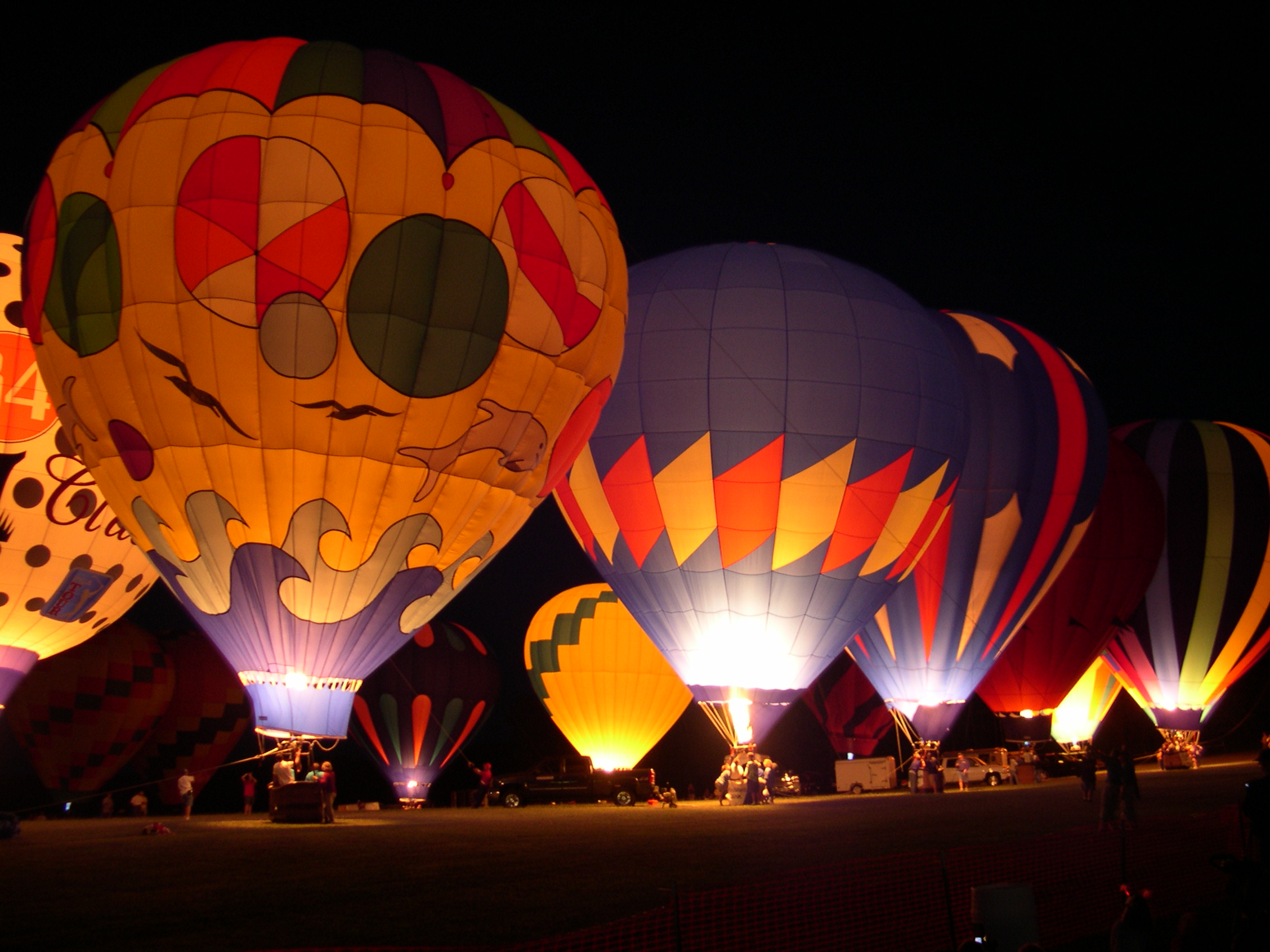
夜の熱気球

気球（ききゅう、英: balloon バルーン）とは、空気より軽い気体を風船に詰め込むことで浮力を得て、空中に上がる物体。バーナーなどで加熱して比重を小さくした空気を利用する熱気球と、同じ温度でも空気より軽い水素やヘリウムを利用するガス気球、両方を併用するロジェ気球がある。
風を利用して空中を移動（飛行）できるほか、地上とロープなどで固定されている繋留気球（係留気球）がある。

## 概要
袋状あるいはボール状の入れものの中に、空気より軽い気体が入り、浮力を得る。

### 歴史
初期の無人熱気球としては、中国などアジアにおける天灯があるほか、1709年にポルトガル人バルトロメウ・デ・グスマンが実験を成功させた可能性など複数の伝承・記録がある。明確な有人飛行の記録としては、1783年にフランスのモンゴルフィエ兄弟が熱気球で有人飛行を成功させたことが挙げられる。以降19世紀にかけて、フランスを中心にヨーロッパで気球ブームが起き、主に遊覧飛行や冒険飛行で頻繁に使用された。19世紀半ばに動力を備えた飛行船が、20世紀初頭に飛行機が発明されるとそれらに取って代わられ下火となるが、第二次世界大戦後、熱気球はスカイスポーツ (競技)として復活する。ガス気球は気象観測用のラジオゾンデや、宣伝・広告用のアドバルーンなどとして現代でも利用されている。超長距離の記録飛行の多くにはロジェ気球が用いられてきた。

#### 年表

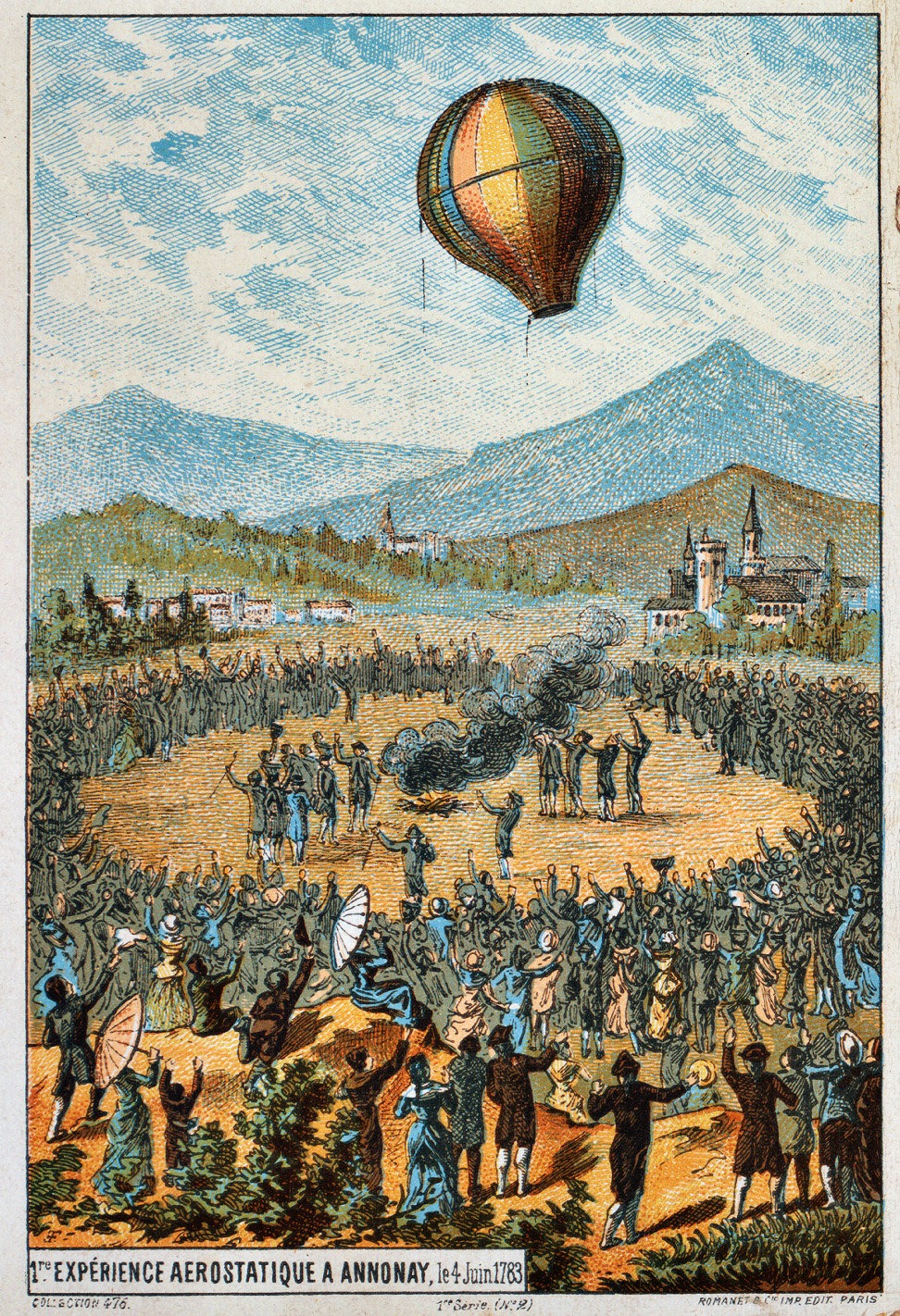
モンゴルフィエ兄弟の公開実験（1783年）

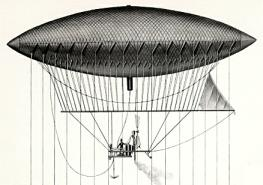
ジファールの飛行船（1852年）

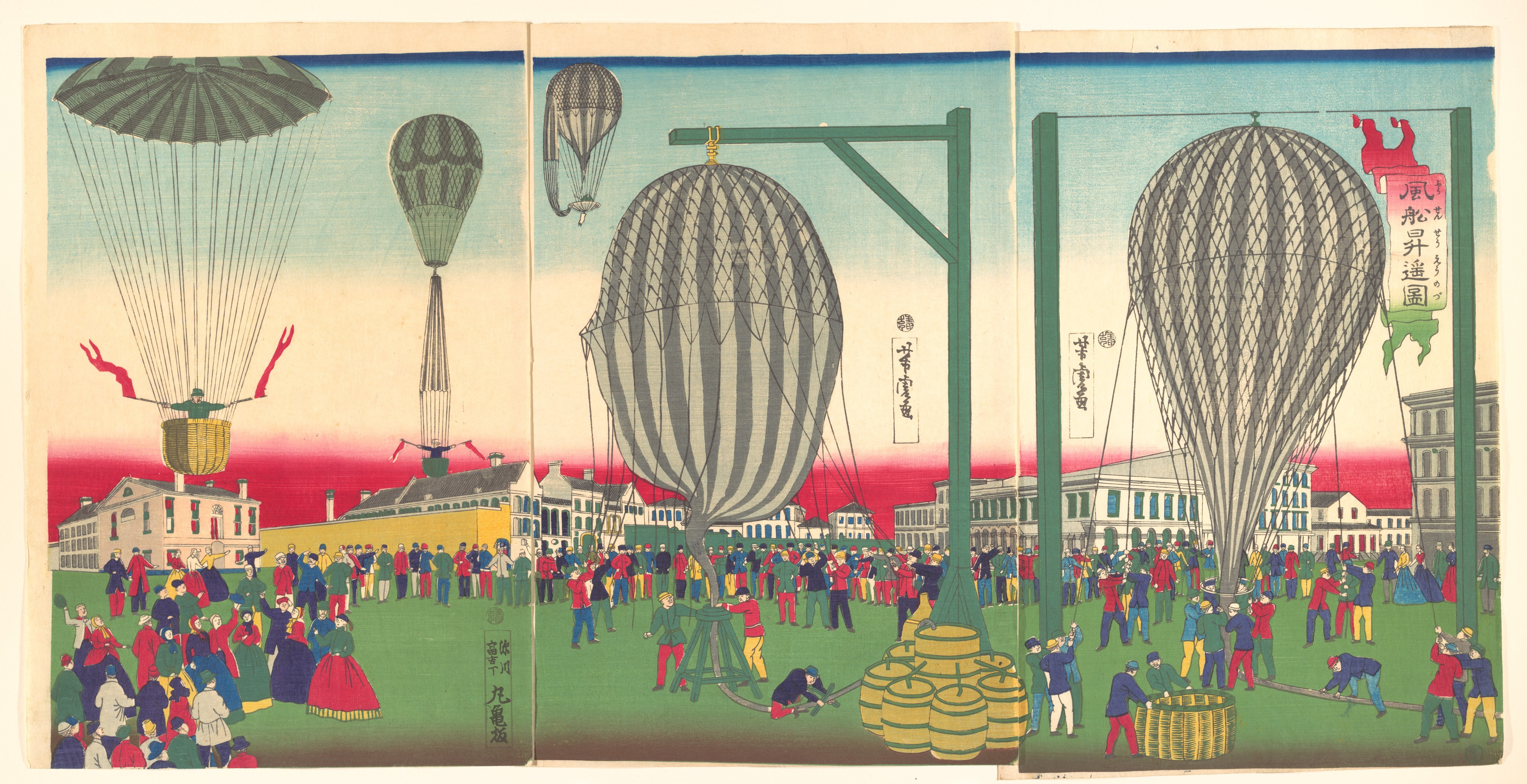
歌川芳虎『風船昇遥図』1872年

- 1709年 - キリスト教神父バルトロメウ・デ・グスマンがポルトガルで熱気球（実用模型）の実験を行うが、異端として告発される。
- 1783年
  - 6月5日 モンゴルフィエ兄弟が無人熱気球の実験成功。
  - 8月27日 ジャック・シャルルが水素を使った無人のガス気球の飛行実験に成功。
  - 11月 モンゴルフィエ兄弟が熱気球の有人飛行に成功。
  - 12月 シャルルがガス気球による有人飛行に成功。
- 1784年8月24日 スコットランドのジェームズ・タイトラーが熱気球での飛行に成功。
- 1785年
  - 1月 フランス人ブランシャールとアメリカ人ジェフリーズがガス気球でドーバー海峡横断に成功。
  - 6月 フランス人ピラートル・ド・ロジェとジュール・ローマンが新型気球（現代のロジェ気球の原点）でドーバー海峡横断を試みたが、上空で気球が爆発し二人とも事故死（人類最初の航空事故）。
- 1794年 フランス革命戦争中、フランス陸軍がモーブージュにおける戦闘で敵情視察と着弾地点観測のためにガス気球を使用（航空機が戦争に利用された世界初の例）。
- 1803年 イタリアのフランチェスコ・ザムベッカーリがロジェ気球でアドリア海横断飛行を試みる。
- 1852年 アンリ・ジファールが蒸気機関を搭載した飛行船を製作。
- 1858年 フランスの写真家ナダールが気球での首都パリ上空からの空中写真撮影に成功。
- 1862年 イギリスの気象学者ジェームズ・グレーシャーが8000m以上の高度に到達。
- 1870年 - 1871年 普仏戦争において、拠点同士の連絡用として用いられる。パリ包囲戦ではナダールらが気球を多数建造して偵察のほか、包囲されたパリから地方への航空郵便輸送に使用した。レオン・ガンベタなどが気球を使って街を脱出し、プロイセン軍と戦った。
- 1872年 フランス海軍のアンリ・デュピュイ・ド・ロームが人力飛行船を製作。約10km/hで飛行。
- 1877年 日本の陸軍士官学校で上原六四郎が気球を試作、飛揚に成功。島津源蔵 (初代)がガス気球で日本初の有人飛行に成功。
- 1897年 スウェーデン人サロモン・アウグスト・アンドレーが気球で北極海横断を目指すが、消息を絶つ（1930年に遭難が判明）。
- 1903年 ライト兄弟が飛行機による飛行に成功。
- 1904年 日露戦争の際に、芝浦製作所（現：東芝）製の気球を配備した臨時気球隊が旅順攻囲戦に投入され、戦況偵察に活躍。
- 1931年 スイスの気象学者・物理学者オーギュスト・ピカールが密閉されたキャビンを持つ水素気球で、高度約16kmに到達（人類初の成層圏到達）。
- 1944年 日本の風船爆弾によるアメリカ本土攻撃。戦後、連合国軍最高司令官総司令部の指令により気球に関する研究等が禁止された[1]。
- 1960年 プロジェクト・エクセルシオにてジョゼフ・キッティンジャーが高度31,330 mのガス気球からパラシュート降下。
- 1961年 アメリカのマルコム・ロスとビクター・A・プレーサー（英語版）が到達高度34,668mを達成。
- 1978年 気球「ダブルイーグルII（英語版）」にてベン・アブラッゾ、マキシー・アンダーソン、ラリー・ニューマンが大西洋横断飛行。
- 1981年11月 アブラッゾが操縦しニューマンと新しくクルーになったロッキー青木、ロン・クラークが乗り組んだ「ダブルイーグルV（ファイブ）」が日本からアメリカ合衆国カリフォルニア州へ飛行し気球による初めての太平洋横断を達成。気球による最長距離絶対世界記録8,382.54 kmを作る[2]。
- 1984年 ジョゼフ・キッティンジャーが気球による単独での大西洋横断に成功。
- 1991年 横浜博覧会場から離陸した単独太平洋横断目的のガス気球が日本近海に着水、パイロットの丹羽文雄[注釈 1]は死亡。
- 1992年 「風船おじさん」こと鈴木嘉和がアメリカを目差し出発し消息を絶つ。
- 1999年 ベルトラン・ピカールとブライアン・ジョーンズがロジェ気球「ブライトリング オービター 3」による無着陸世界一周飛行に成功。
- 2002年5月23日 宇宙科学研究所（現JAXA宇宙科学研究所）が無人気球で到達高度53kmを達成。無人気球での世界最高高度記録となる。
- 2002年7月 米国人のスティーヴ・フォセットがロジェ気球により初の単独気球世界一周飛行に成功。
- 2008年2月 神田道夫が太平洋横断を目指す途上で消息を絶つ。
- 2012年10月 レッドブル・ストラトスにてフェリックス・バウムガルトナーが到達高度・約128,000フィート（約39,000m）を達成。1961年のロスとプレイザーによる有人気球での公式世界最高高度記録を51年ぶりに更新。
- 2013年
  - 2月26日 エジプトのルクソールで気球が墜落し、乗客19人が死亡、乗客乗員2人が負傷。気球としては最大の事故。
  - 9月20日 宇宙航空研究開発機構宇宙科学研究所が無人気球で到達高度53.7kmを達成。無人気球での世界最高高度記録となる[3]。
- 2014年10月24日 Google上級副社長（当時）のアラン・ユースタスが到達高度・41,419mを達成し、バウムガルトナーの記録を更新[4]。

### 分類・種類

#### 有人気球
有人気球は人が乗るための気球で、気球の下にバスケットやゴンドラを下げ、その中に人が乗り込む。飛行船と違い、横移動するための推進装置は持たないが、意図的な上下移動は簡単にできる（たとえば熱気球の場合、気球下部の穴付近のバーナーの炎の大きさの加減や、バラスト（砂）の投下などによって簡単に、意図的にできる）。上下動は容易にできることを念頭においた上で、周囲の多様な風向や風速をよく読みとって（たとえば短いリボンなど軽いものなどを落とした時のそれの流され方、周辺の草木の揺れる向きや風紋の現れかた、付近の様々な高度の雲の動く方向、地形によって向きの異なる風などを観察し）、なおかつ 風の先読み（予測）も加えつつ、高度の調整（上昇・下降）を行うことで、風を選んで風に乗ることもでき、ベテランであれば、ある程度意図した方向へ移動することはできる。とはいえパイロットの技量や気象に大きく左右され、細かい運行予定は立てられず、試行錯誤のともなった長時間の移動になりがちで、気象によってはベテランでも全然うまく行かないこともあるので、貨物運搬や定期便などの目的には適さない。
かつて有人飛行は、偵察など軍事目的に盛んに使用されていた。有人飛行は、近年では軍事用途ではほぼ用いられなくなり、レジャーとしての遊覧飛行のほうが盛んであり、（熱気球の本拠地であるフランスなどを最たる国として）熱気球競技も盛んで世界各国から参加者が集い、日本では北海道で盛んである。あとはパラシュートによる降下訓練など用途は限られる。
有人気球は、航空機としての分類としては軽航空機(LTA; Lighter-Than-Air)に分類される。熱気球を操縦する人は他種の航空機同様にパイロット（操縦士）と呼ばれる。航空機の一種であるため操縦資格と機体記号、無線機器の搭載が必要であるが、多くの国では航空当局ではなく委託された民間団体が窓口として技能証明書の発行や機体記号の管理を代行している。
進行方向は「風まかせ」になってしまう欠点を補うためにエンジンやプロペラなどの推進装置を加えたものが飛行船である。浮揚の原理は同じではあるが、任意の方向に移動できるため気球とは法的に区別されており、飛行船の操縦には当局直轄の国家資格が必要となる。

#### 無人気球
無人気球は、高層大気などを観測する気象観測や、X線や赤外線による天体観測やオゾン層の観測等に盛ん使用されている。酸素よりも塩素と化合しやすいナトリウム蒸気を成層圏で放出して塩素原子を吸着することによりオゾン層を修復する試みもある。

### 航空法規
国ごとに法規上の扱いに違いはある。
日本では「空中障害物」として扱われ、気球を飛行させることについての国家資格は無いが航空法に基づき、気球を飛行・浮遊させる空域によっては、飛行・浮遊させる事が禁止される場合、または飛行・浮遊させる場合に事前に国土交通大臣への届出が必要な場合がある（制限表面）。また、操縦装置を有する気球は有人・無人に関わらず、重要施設の周辺地域の上空における小型無人機等の飛行の禁止に関する法律（ドローン規制法）により、国の重要施設等と周辺の上空は飛行を禁止される場合がある。他には、災害発生時に緊急用務空域が指定された場合、気球の飛行に際して一時的に許可または通報が必要となる。機体記号と操縦資格について国土交通省ではなく日本気球連盟が管理しており、技能証明として「熱気球操縦士技能証」を発行している。

### 開発
気球の開発には継ぎ目等の強度を試験する為に縮尺模型に水を入れて試験を行う。

## 用途

### 軍事用気球（偵察用気球、着弾観測気球、阻害気球など）
気球はかつて盛んに軍事利用された。

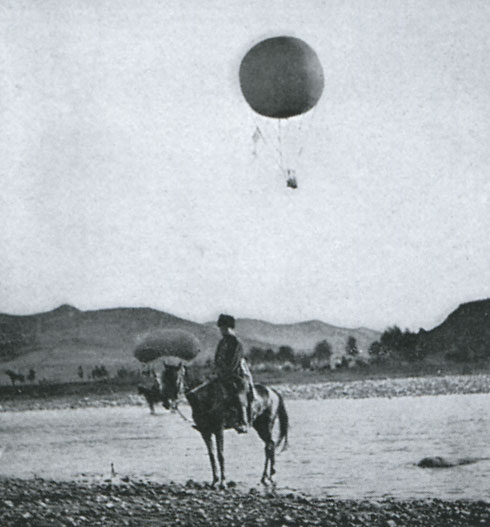
日露戦争では日露両軍とも気球を利用した（遼陽会戦におけるロシア帝国軍の観測気球）

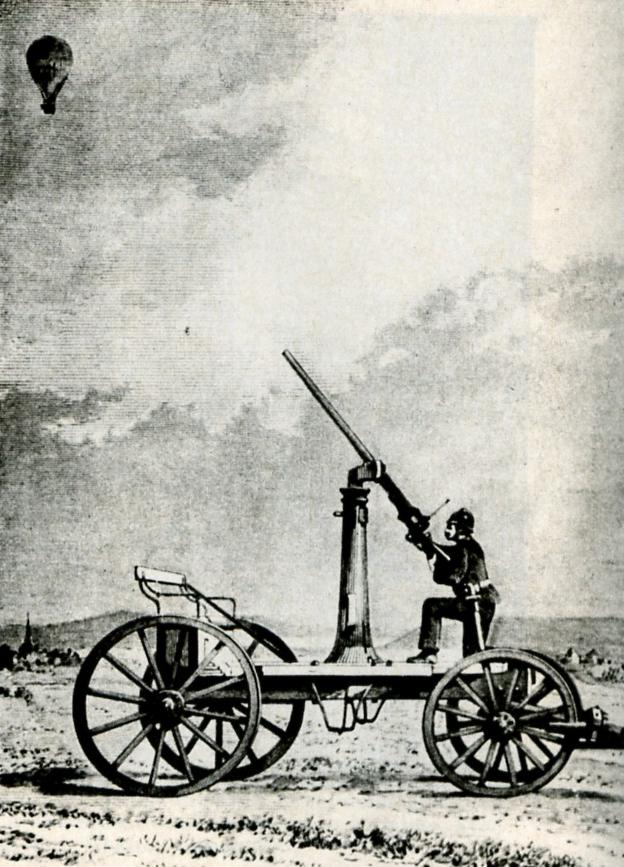
普仏戦争におけるクルップの対気球砲

『三国志』では諸葛亮孔明が発明した天灯（孔明灯）を通信のために打ち上げてたとされる。モンゴル軍も参考にして、ポーランドでのワールシュタットの戦いで使用したとされる。

#### 観測気球
初期の最も一般的な軍事用途は、高所から敵情を把握する偵察用や、大砲の砲弾が目標物に当たったか、どの程度外れたかを上空から観察する弾着観測用であった。航空機がなかった19世紀後半や、20世紀初期の戦争でも気球は盛んに観測や偵察に利用された。洋上で運用する気球母艦もかつて存在した。
対気球用兵器として砲や重機関銃が利用されたが、当時の火砲の性能では相手から目視できる位置で発射する必要があり、車両に搭載するなどして素早く移動できるようになっていた。ブローニングM2重機関銃は、対気球用兵器としても開発されていたものである。
航空機が登場すると有人観測気球は敵戦闘機の格好の目標となる。特に第一次世界大戦では青いアンリオ HD.1で35の観測気球を撃墜し「青い悪魔」と呼ばれたベルギー陸軍航空隊のウィリー・コッペンなど77人もの「バルーンバスター（気球エース）」が誕生し、ル・プリエールロケットなどの専用兵器も現れ、気球の被害が増加し廃れていった。任務は弾着観測機や偵察機にとって代わられるようになった。
高高度を長時間飛行させれば、偏西風などの気流を利用して遠方の国の上空へ飛ばすこともできる。中国は偵察衛星と比較して低価格で大量生産が可能であることに目をつけ、地勢的に日本やアメリカなど監視対象国の西に位置し、比較的容易に飛行管理できることもあり、中国人民解放軍は気球や飛行船などを偵察・洋上監視・通信などの分野に利用するため実験を行っている。
日本でも2019年頃から本土上空を浮遊する所属不明の気球が複数回目撃確認されているが政府として監視はしてもその所属、目的について当時調査はしなかった。
2023年2月2日、アメリカ合衆国国防総省は、1月28日アラスカ州アリューシャン列島に設定されているアメリカ防空識別圏に接近、31日かけてカナダ経由でアイダホ州付近でアメリカ領空侵犯が確認された気球を中華人民共和国が偵察気球をアメリカ本土上空へ送り込んでいると発表した。米大統領は2月1日の時点で撃墜を指示していたが、その時点で米本土上空を浮遊していて攻撃したときの落下などによる地上への被害が出る可能性があるため、通過想定される軍事施設などの防諜措置を指示したとみられ、低軌道を周回する偵察衛星以上の情報を得られるものではないという見解を示している。なお中華人民共和国外交部は翌3日、気球は気象研究用で、アメリカ上空への到達は予定外で「遺憾」と表明した。しかし、民間用として他国領空侵犯の可能性がある時点で事前通告が必要など国際法に則っても不可解な点があり、翌4日にアメリカのロイド・オースティン国防長官はこの気球をミサイルで撃墜したと発表した。米空軍によるとバージニア州ラングレー空軍基地の第1戦闘航空団のF-22戦闘機が高度58,000フィート（約17,000m）で、高度60,000～65,000フィート（約18,000～19,500ｍ）に浮遊する気球に向けてAIM-9Xミサイルを1発発射。サウスカロライナ州の沖合約6マイル（約9.7キロ）、水深約47フィート（約14.3メートル）の地点に落下し、けが人はなかった。今回の作戦にはマサチューセッツ州空軍のF-15C戦闘機や米海軍のタイコンデロガ級ミサイル巡洋艦フィリピン・シー、アーレイ・バーク級ミサイル駆逐艦オスカー・オースチン、ハーパーズ・フェリー級ドック型揚陸艦カーター・ホールなどが支援部隊として参加し、カナダ軍も気球の飛行追跡を支援したとしている。

#### 阻塞気球

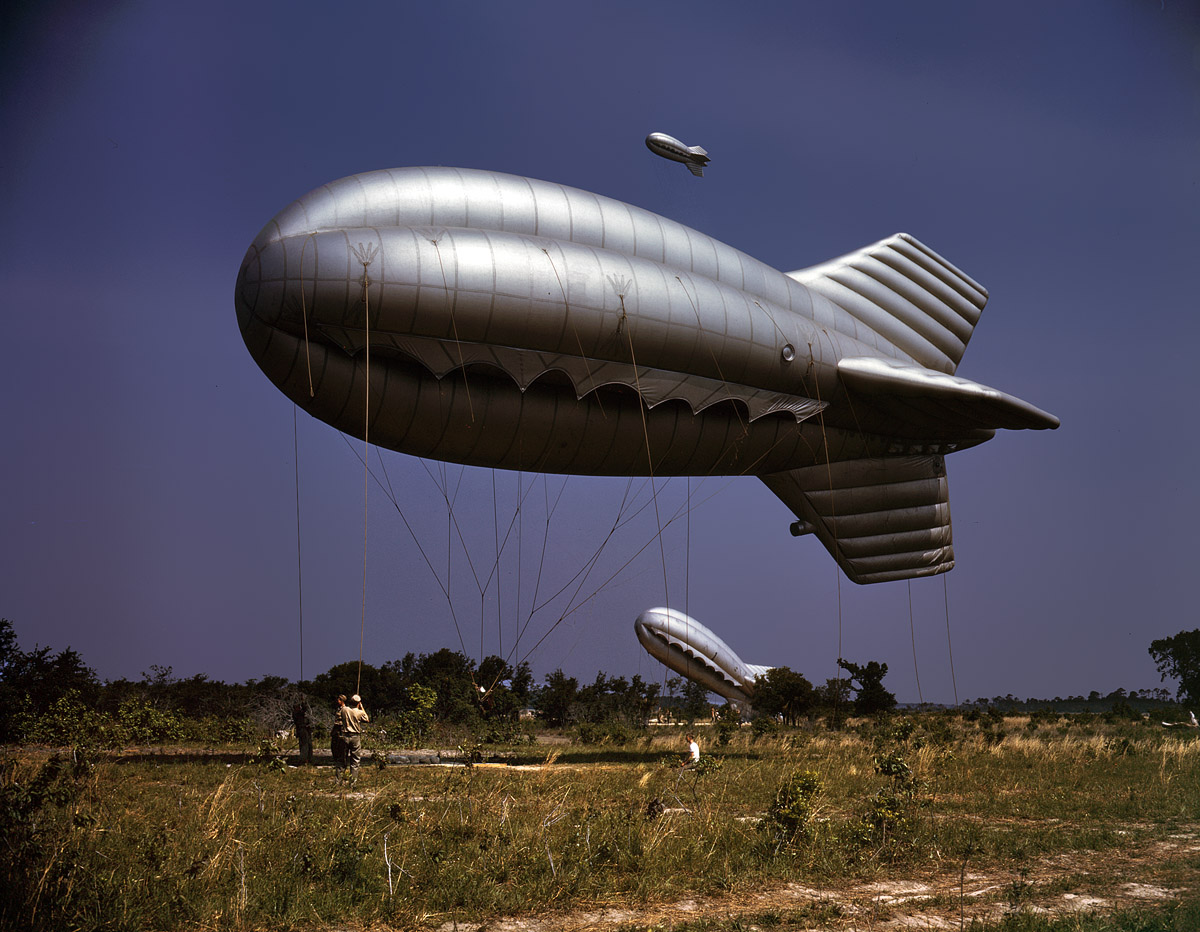
アメリカ海兵隊の阻塞気球（1942年）

第二次世界大戦頃まで使用された航空機妨害用の係留気球。爆撃隊の予想進路上に多数配置して攻撃を阻害する。水素ガスを入れて引火し易いようになっており（これは気嚢破壊の際に、襲撃機を爆発に巻き込んで墜落させるためである）、ナチス・ドイツの空軍は対気球用に機首へワイヤーカッターを装備したハインケル He111爆撃機さえ投入している。英本土航空戦（バトル・オブ・ブリテン）のロンドン上空や、ノルマンディー上陸作戦時の船団護衛に使用された事で有名である。阻塞気球は航空機の進入が低高度であった頃は有効だったが、後に爆撃高度が成層圏に至るまでになると意味を成さなくなった。
旧日本軍の気球部隊
旧日本陸軍は太平洋戦争終結まで気球部隊を運用していた（「気球連隊」参照）。

#### 気球爆弾
爆弾を下げて敵に損害を与えたり不安を与える目的で放たれる気球。
1849年7月、オーストリア軍がイタリアのヴェネツィアに対して気球からの爆撃を試みた（「1840年代の航空」を参照）。また、太平洋戦争で日本軍は無人気球に爆弾を搭載して飛ばし、一部はアメリカ合衆国本土に到達した。この爆弾で数名の民間人が死傷した記録がある。

### 気象観測用気球

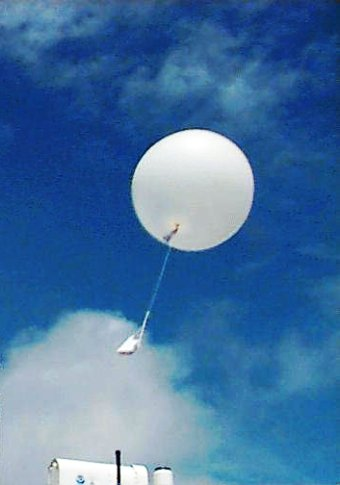
気球とともに上昇してゆくラジオゾンデ

気象観測に利用される気球で、無人気球であり、ラジオゾンデなどを下げて高層大気の気温・湿度・気圧などを測定するのに活用される。現代では大抵ゴム気球であり、ヘリウムガスや水素ガスを入れる。あらかじめ気球の厚みや中に入れるガスの量を調整して地上から放出・飛揚し、高度30km程度で破裂し、パラシュートで降下する。航空機によりもはるかに低コストで高高度に到達できる。気象観測用の気球は、一般の飛行船や気球とは異なる独自の発展を辿った。特に1920年代末にラジオゾンデが発明されて以来、高層気象観測に欠かせないものとなっている。

### 広告用気球（アドバルーン）
広告（advertising）のために用いられる気球（balloon）を短縮して「アドバルーン」。派手な色の気球を係留して、人々が思わず見てしまうように仕向けて、バルーンの下に店名や商品名やキャッチコピーなどを下げて、人々の意識に店名・商品名・キャッチコピーなどを刷り込んでしまったり、思わず寄ってきてふと入店するように仕向ける宣伝手法。

### プロパガンダ気球
プロパガンダを人々に刷り込むために利用される気球。韓国の団体によって、朝鮮民主主義人民共和国（北朝鮮）の国民に対して政府への批判を醸成するためのプロパガンダ用のビラを搭載した風船を飛ばされたこともある。

### 惑星気球
金星や火星といった大気のある惑星に宇宙探査機で送り込む気球。様々な案が検討されている。

### 高高度気球
宇宙線やオゾン層、気象観測等の調査に用いられる。大気の影響の少ない高高度に長時間滞在できる気球の利点を活かして赤外線やX線による天体観測も行われる。

### ゼロ・プレッシャー気球
昼間、太陽光で加熱され内部の浮揚ガスが膨張した場合逆止弁を介してガスを放出する。夜間、浮揚ガスが収縮して浮力が減るとバラストを投下するこれを繰り返すことにより、一定の高度を維持する。日本軍の風船爆弾がこの機構を採用し、アメリカ本土へ到達させた。

### スーパー・プレッシャー気球
浮揚ガスが膨張しても放出しない構造の為に強度の要求水準がゼロプレッシャー気球よりも高い。浮揚ガスを放出しない為に長期間高高度を維持できる。地球の大気圏だけでなく金星や火星の大気での長期間の観測に使用する計画もある。

### FNRS-1
FNRS-1はオーギュスト・ピカールの開発した気球である。1931年5月27日、宇宙線やオゾンを研究するために、自らが設計した水素気球に乗ってドイツのアウクスブルク上空16,000 mの成層圏に達した。これは世界初の気球による成層圏到達であり、ピカールはこの業績によりハーモン・トロフィーを獲得した。この気球は直径30mと大型のもので、地上と上空の気圧の差を巧みに利用したものであった。1932年8月18日にはFNRS-1で自らの高度記録を更新している。彼はその後も気球に乗り続け、計27回の浮上の最高記録は23,000mであった。
その後、ピカールは気球の原理を応用した深々度潜水艇バチスカーフを建造している。

### その他
気球にエンジンや操縦席やプロペラを付けた半部飛行船のような気球もある。

## 成層圏飛行
アメリカのベンチャー企業ワールドビュー社は、6人乗りゴンドラを高度30kmの成層圏まで上昇させる気球を開発し、早ければ2019年にツアーを開始するため準備を進めている。高度100km（カーマン・ライン）以下であるため厳密には宇宙旅行ではないが、宇宙飛行士が見るのと近い地球を眺めることができる。

## 気球メーカー
- 気球製作所
- 藤倉航装
- キャメロン バルーン
- アクロン (オハイオ州)

## 気球のイベント

### 佐賀インターナショナルバルーンフェスタ
佐賀県で毎年10月下旬から11月上旬にかけての1週間に開催されるアジア最大級の気球のイベント。

### バルーンイリュージョン
ツインリンクもてぎで毎年11月に開催される。

## 気球に関する作品

### 小説
- 『気球に乗って五週間』ジュール・ヴェルヌ著
- 『ハンス・プファアルの無類の冒険（英語版）』エドガー・アラン・ポオ著

#### 児童文学
- 『おはなしは気球にのって』ラインハルト・ユング著
- 『気球に乗った少年』那須正幹著

### 絵画
- 『気球 (絵画)（英語版）』シニェイ・メルシェ・パール作

### 楽曲
- 『気球に乗って』歌：THE BOOM、作詞・作曲：宮沢和史
- 『気球にのってどこまでも』作詞：東龍男、作曲：平吉毅州

### アニメ
- 『太陽の牙ダグラム』（気球を付けて打ち上げられる、通信中継用ゾンデが登場する）
- 『カールじいさんの空飛ぶ家』（気球とは何なのかが問われる作品）

### ゲーム
- 『風のノータム』発売元：アートディンク

### 映画
- 『気球クラブ、その後』監督・脚本：園子温／出演：永作博美、深水元基、長谷川朝晴、川村ゆきえ
- 『イントゥ・ザ・スカイ 気球で未来を変えたふたり』監督：トム・ハーパー／脚本：ジャック・ソーン／出演：フェリシティ・ジョーンズ、エディ・レッドメイン、フィービー・フォックス ※1862年のジェームズ・グレーシャーの飛行が題材。